# 万福镇 (中江县)
万福镇，是中华人民共和国四川省德阳市中江县下辖的一个乡镇级行政单位。

## 行政区划
万福镇下辖以下地区：
迎宾路社区、天池村、桥亭村、逢春村、中三村、昭明村、长征村、登峰村、红梅村、沿江村、星光村、金坪村、顺江村、将军村、平安村、象山村和高垭村。